# Смердячье
Смердя́чье — озеро в Шатурском районе Московской области России, близ города Рошаля. Высота над уровнем моря — 105 м.
Расположено в 4 км к северо-западу от посёлка Бакшеево у слияния рек Поля и Воймега в сосновом лесу. Озеро имеет круглую форму. Диаметр зеркала воды — 260—290 метров. Диаметр по кольцевому валу 350—400 метров. Глубина озера до 35 метров.

## Название
Озеро получило название за характерный запах сероводорода ( по некоторым данным, исчезнувший в 1980-е годы).

## Происхождение
В 1985 году была высказана гипотеза о метеоритном происхождении озера, основанная на факте наличия вала вокруг озера и обнаружении оплавленного стекла в валу. В то же время, бесспорных доказательств (наличие импактитов и др.) этой гипотезы не существует, а само озеро весьма похоже на десятки других озёр Мещёры.

## Физиография
Озеро имеет округлую форму, его размеры — 290 м с запада на восток и 260 м с севера на юг. От уровня 10 м ниже поверхности наблюдается резкое понижение дна. В центре озера — небольшая (30-40 м в диаметре) площадка глубиной 28-31 метр. Окружено фрагметарным береговым валом.
Максимальная глубина Смердячьего, по данным водолазного погружения последних лет (2016-2020) при использовании двух дублирующих компьютерных приборов с точностью определения глубины до сантиметров и троса с буем, составила 42 м. Дно в этой точке представляет собой воронку, заполненную густой сапропелевой массой, плотность которой возрастает с погружением в неё. Есть и другие данные замеров глубины на протяжении полувека: 40 м (промеры школьников одной из Рошальских школ во главе с директором Маштаковым в 1970-х годах), 20 м, 31 м (из исследовательского отчёта АПП 2005 г.), 35 м и т.д. Разница в величинах обусловлена не колебанием уровня озера, а представительностью самих замеров: методами, частотой покрытия акватории, техническими возможностями приборов, их погрешностью, точностью попадания в место максимальной глубины, субъективными факторами и т.д. В целом, несмотря на несколько экспедиций, крупномасштабных буровых и водолазных работ с полным обследованием дна ещё не проводилось.

## Топографические карты
- Лист карты N-37-8 Костерево. Масштаб: 1 : 100 000. Состояние местности на 1976 год. Издание 1978 г.